# Franz Boroviczény
Franz Boroviczény (* 23. März 1932 in Wien; † 8. August 2017) war ein österreichischer Geologe.
Boroviczény besuchte das Gymnasium in Budapest und in Innsbruck, wo er die Matura ablegte. Anschließend studierte an der Universität Graz sowie in Leoben und Innsbruck Geologie und Bergwesen und wurde in Graz 1961 bei Helmut W. Flügel mit einer Arbeit über die Kristallingeologie in den Seetaler Alpen sowie biometrischen Untersuchungen an Tabulata zum Dr. phil. promoviert. Nach seiner Promotion arbeitete Boroviczény von Juni 1962 bis Februar 1964 für das Staatliche Geologische Institut der Türkei in Ankara. Ab 1965 war er an der Geologischen Bundesanstalt Wien als Geologe tätig und war zunächst für die Kartierung kristalliner Gesteine verantwortlich. Boroviczény war Spezialist für Hydrogeologie und leitete zuletzt die Fachabteilung Hydrogeologie. 1996 ging er in den Ruhestand. Im Mai 2011 wurde Boroviczény für sein hervorragendes berufliches Wirken anlässlich des 50-jährigen Jubiläums seiner Promotion mit einem Goldenen Doktordiplom an der Universität Graz ausgezeichnet. Am 8. August 2017 starb er nach langer Krankheit. Boroviczény, der neben Deutsch auch Ungarisch sprach, war ab 1961 verheiratet und hatte drei Kinder.

## Veröffentlichungen (Auswahl)
- mit Helmut W. Flügel: Biometrische Untersuchungen an Favosites styriacus PENECKE (Tabulata) aus dem Mitteldevon von Graz. In: Mitteilungen des naturwissenschaftlichen Vereins für Steiermark. Band 92, 1962, S. 7–16 (zobodat.at [PDF; 1,4 MB]).
- Prof. Dr. Dr. h.c. Miklos Vendel. In: Verhandlungen der Geologischen Bundesanstalt. 1977, S. 219–224 (zobodat.at [PDF; 578 kB], Nachruf).
- mit J. Dreher, Vinzenz Rajner, Dieter Rank, Johann Reitinger: Hydrogeologische Untersuchungen am Ostufer des Neusiedlersees. BFB-Bericht (Biologisches Forschungsinstitut für Burgenland), Illmitz 1 47, 1983, S. 5–23 (zobodat.at [PDF; 13 MB]).
- mit Andreas Scheidleder, Thomas Hofmann, Gerhard W. Mandl, Gerhard Schubert, u. a.: Pilotprojekt "Karstwasser Dachstein". Band 2: Karsthydrologie und Kontaminationsrisiko von Quellen (= Archiv Lagerstättenforschung. Band 21). Geologische Bundesanstalt, Wien 2001, S. 1–155 (zobodat.at [PDF; 3,9 MB]).